# 豊野町 (長野県)
豊野町（とよのまち）は、かつて長野県上水内郡にあった町。合併により、現在は長野市豊野地区になっている。本項では町制前の名称である豊野村（とよのむら）および現在の豊野地区についても記述する。

## 地理
豊野町は長野県の北部に位置した町。戸隠山麗を源とする鳥居川が町の東西を二分して流れ、飯縄山山中から流れる浅川が南部を縦断して千曲川に合流していく。北西部には標高300～500mの山地が占める。
豊野駅周辺から宅地の整備が広がり、住宅地として発展し、郊外は豊かな土地を利用してりんごやぶどうの生産が盛んにおこなわれ、一大産地となっている。
明治21年（1888年）に信越本線の豊野駅が開業すると、中野・小布施方面からの新道が開通し、奥・北信濃地方の玄関口となった。また、通称アップルラインと呼ばれる国道18号が東部を縦断し、沿線にはりんご畑が広がり、秋にはりんご狩りを楽しむことができる。
鳥居川、浅川、千曲川に囲まれているため、昔から水害には悩まされてきた。1995年の7.11水害や2019年10月の令和元年東日本台風でも大きな被害を受けた。一方で、古くから豊かな生活環境にあったため、多くの遺跡が残されている。

### 隣接していた自治体
- 長野市
- 中野市
- 上水内郡 牟礼村、三水村
- 下水内郡 豊田村
- 上高井郡 小布施町

## 産業
- 農業（主にリンゴ、ブドウ、稲作）[2]

## 歴史
- 鎌倉時代、広大な領域を有していた「太田の荘」の重要な地として栄える[3]。
- 天正年間（1573年～1592年）、織田信長の家臣が一向一揆や地侍、農民を率いた一揆軍と大倉城で激戦の末、非戦闘員として城内にこもっていた女性・子供を含めて1000余名を虐殺するという悲劇の舞台となる[3]（『信長公記』より）。
- 1876年（明治9年）、神代村と中尾村が合併する際、両村に関係のない「豊かな野」の美称をとって「豊野村」とする[3]。
- 1889年（明治22年）、豊野村、石村、南郷村が合併して神郷村になる。同年、浅野村、蟹沢村、大倉村、川谷村が合併し、鳥居村になった[3]。
- 1954年（昭和29年）7月1日 - 鳥居村・神郷村が合併して豊野村が発足。
- 1955年（昭和30年）1月1日 - 豊野村が町制施行して豊野町となる。
- 1995年（平成7年）7月11日 - 集中豪雨によりにより鳥居川が氾濫、川周辺地域が浸水する（7.11水害）[4]。
- 2005年（平成17年）1月1日 - 長野市に編入。同日豊野町廃止。
- 2019年（令和元年）10月、台風19号（令和元年東日本台風）で隣接する長沼地区の千曲川堤防決壊や、支流の浅川の内水氾濫で被災。一部損壊以上が1041世帯に上り、うち全壊は477世帯で長沼地区に次いで多かった。市豊野支所や豊野公民館も被災。被災から約半年後に国が発表した公示地価では、豊野の住宅地の下落率は前年比13・6％となり全国1位となった[5]。

## 交通

### 鉄道
東日本旅客鉄道（JR東日本）
信越本線 : 豊野駅
飯山線 : 豊野駅 - 信濃浅野駅 - 立ケ花駅
現在、信越本線はしなの鉄道に移管し、同社の北しなの線となっている。

### 道路
- 国道18号
- 国道117号
- 長野県道29号中野豊野線
- 長野県道66号豊野南志賀公園線
- 長野県道368号村山豊野停車場線
- 長野県道399号長野豊野線

### 路線バス
- 豊野町営バス

## 名所・旧跡
- つつじ山 - 「つつじ山のアカシデ」が県指定天然記念物、「川谷つつじ山公園」が市指定記念物になっている。
- 丹霞郷
- 桃源院 - 本堂の向拝柱龍彫刻は市の有形文化財。
- 大乗院 - 木造千手観世音菩薩立像が市の有形文化財。
- 南郷神社 - 男獅子が市の無形文化財。
- 浅野神社 - 神楽奉納獅子舞が市の無形文化財。
- 大倉城跡 - 市の記念物。
- 豊野温泉 りんごの湯
- りんごの丘公園 - 公園内には豊野資料収蔵室が併設されている。

## 出身者
- 峯村白斎 - 小林一茶、茂呂何丸などと交遊のあった俳人。地域の俳句の師匠として大きな功績を残した。弟子の峯村鵞雄も活躍。また、豊野出身の俳人としては明治時代に活動した丸山可秋、寛政から天保にかけて活動した関谷竜卜などもいる。[6]
- 金井政明 - 良品計画会長

## 自治体交流
- 熊本県下益城郡豊野町（現・宇城市豊野町） - 1995年に友好町村提携（提携時は下益城郡豊野村）[7]。
- 新潟県佐渡郡小木町（現・佐渡市小木町） - 2001年に友好町村提携[7][8]。

## 教育
- 小学校
  - 長野市立豊野東小学校
  - 長野市立豊野西小学校

- 中学校
  - 長野市立豊野中学校

- 専修学校
  - 豊野高等専修学校

## その他
- ゆたかちゃん - 豊野のご当地キャラクター。ゆたかちゃんジュニアも生まれた。[9]
- 美化戦隊エコレンジャー - 豊野のローカルヒーロー。2003年に登場[10][11]。